# Sudžuk (otok)
Sudžuk (rus. Суджук) je mali otok u Cemeskom zaljevu u Crnom moru u blizini Novorosijska.
Otok je nizak, dug 200-250 m i širok oko 20 m.
Oko 700 m od otoka prema sjeveru nalazi se Sudžučka prevlaka, koja odvaja Sudžučku lagunu od mora, čije ime vjerojatno dolazi od uništene turske tvrđave Sudžuk-Kale, koja se nalazi na području prevlake.
U blizini otoka Sudžuk nalazi se svjetionik Sudžuk. Od prevlake do otoka vodi plitki “put” kroz more.
Na kartama iz 19. stoljeća, jedan od krakova Sudžučke prevlake dopire do otoka, tako da je to bio vrh ovog kraka. Na fotografijama iz 1940-ih otok je imao trokutasti oblik.
Ovo je najopasnije mjesto za kupanje u Krasnodarskom kraju, zbog jake struje koja se diže iz dubine, s temperaturom vode od +13 stupnjeva (u srpnju).